# Asturcon

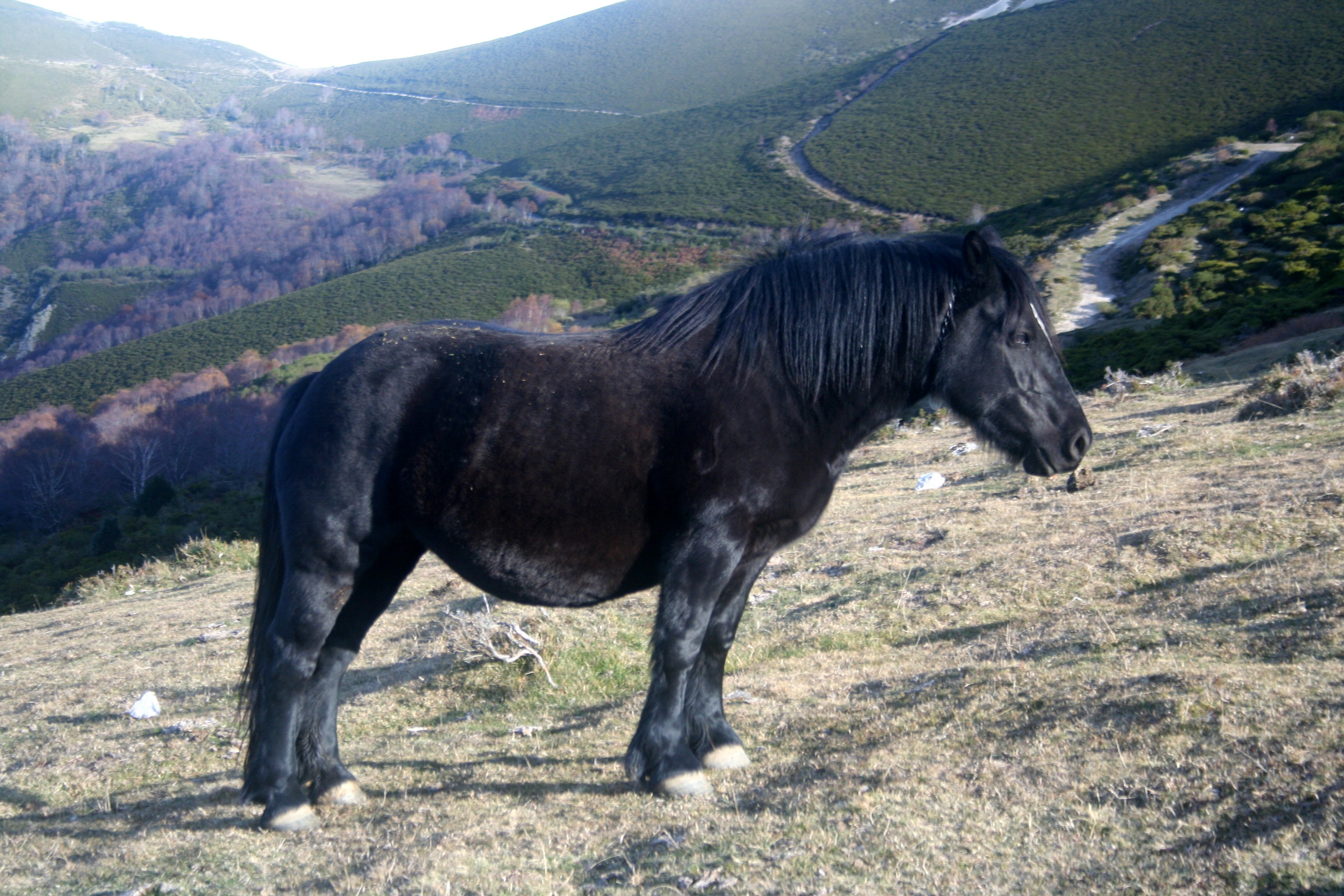
Asturcon

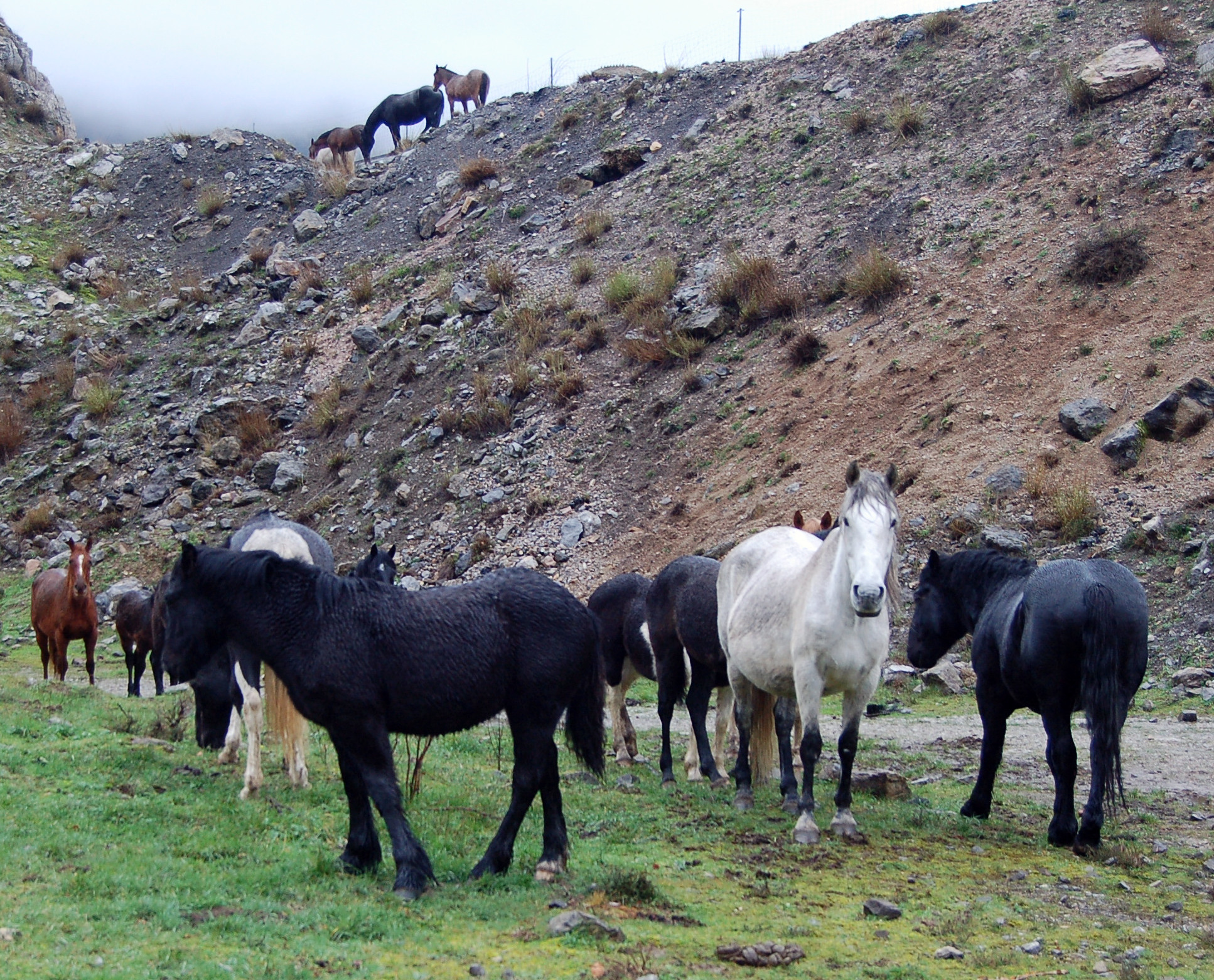
Gemengde kudde met enkele asturcons

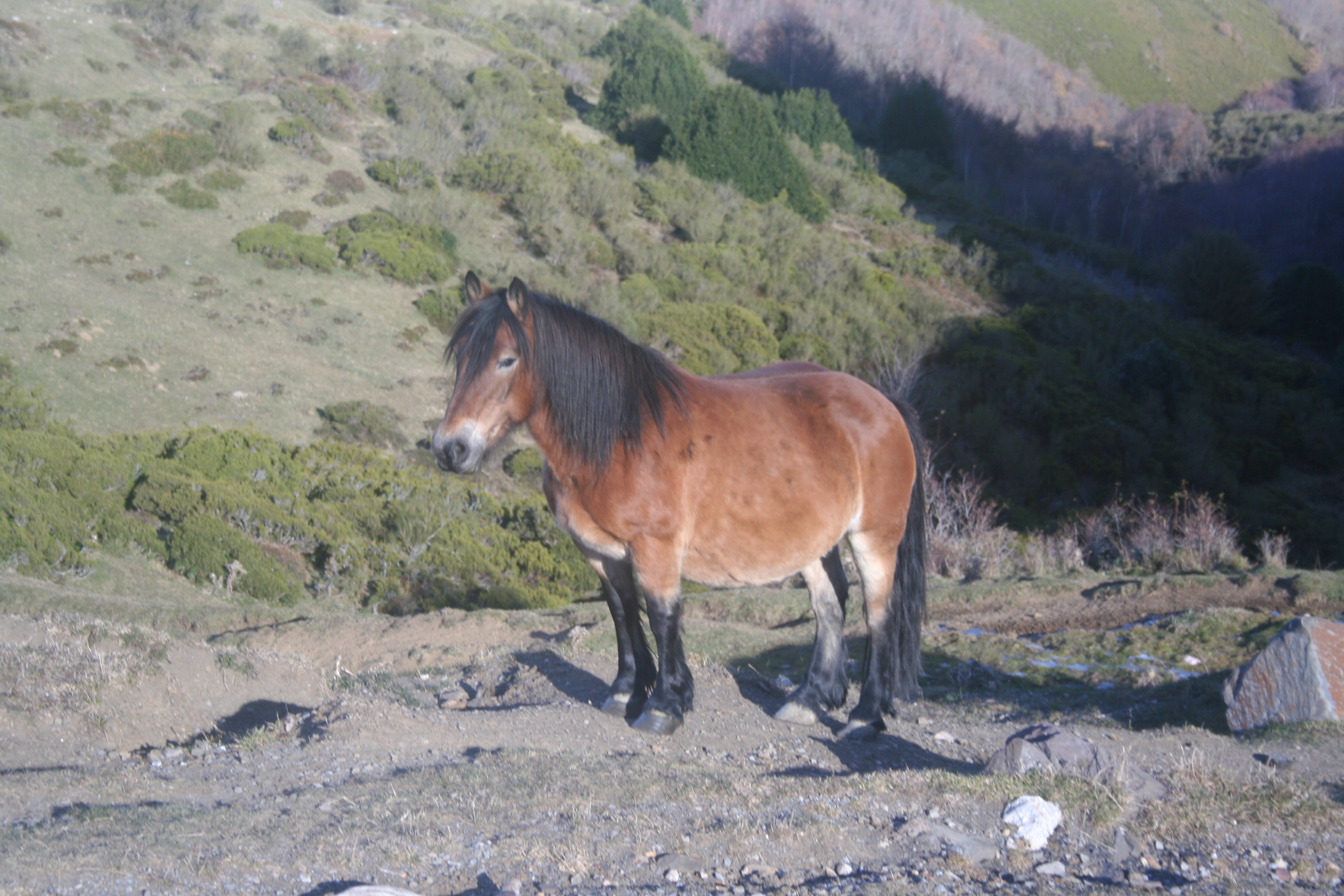
Bergpony

De asturcon is een paardenras, afkomstig uit de streek Asturië in Noord-Spanje. Het behoort tot een familie van Europese pony's die allen in berggebieden aan de kust wisten te overleven. Deze familie bestaat uit negen of meer rassen, die waarschijnlijk allemaal ongeveer dezelfde voorouders hebben en overeenkomstige kenmerken bezitten. Tot deze familie behoren de garrano, de asturcon, de pottok, de dartmoor, de exmoorpony, de Welsh pony, de connemara, de highlandpony en de shetlander.

## Geschiedenis
De exacte voorouders van de asturcon zijn niet bekend, maar er wordt vermoed dat het ras afstamt van dezelfde voorouders als de sorraia, de garrano en de prehistorische Keltische pony's. Er zou echter ook een ander ras in kunnen zitten, omdat de asturcon een bijzondere gang bezit, de tölt, die men niet bij al deze andere rassen ziet. Vroeger was de asturcon heel klein, maar door hem te kruisen met Zuid-Iberische rassen is zijn stokmaat toegenomen. De Romeinen hebben het ras tweeduizend jaar geleden al beschreven en ze waren zeer positief over deze pony's. In de middeleeuwen waren ze zeer populair bij de Fransen. Het ras heeft een aparte gang daarom werden ze bekend als 'damespaarden'. Door de Fransen werden ze haubini genoemd, wat later hobbye werd. Een groot aantal van deze pony's werd naar Ierland verscheept en stond aan de basis van de 'Irish hobby'.
De asturcon leefde lange tijd in halfwilde kuddes in een bergachtig gebied waar weinig uitwisseling met andere streken plaatsvond en daarom is het ras heel raszuiver gebleven. Hierdoor geniet het ras echter ook weinig bekendheid buiten dat gebied.

## Uiterlijk
De schofthoogte van de asturcon ligt tussen de 1,20 en 1,35 meter. De kleur van de asturcon is zwart, (donker)bruin of vos met zeer weinig aftekeningen. Deze kleine zware pony heeft een dunne nek en dikke, wilde manen en staart. Hij heeft een klein hoofd met grote zwarte ogen en grote neusgaten. De asturcon heeft rechte schouders en een hellend kruis. Door zijn dikke wintervacht en zijn robuuste bouw kan deze pony uitstekend in de bergen overleven zonder de hulp van mensen.

## Karakter
De pony is tredzeker en heeft een kalm en gewillig karakter en kan daarom goed als rijpony voor kinderen gebruikt worden.

## Gebruik
In Spanje is dit een familiepony en wordt hij vooral voor recreatie gebruikt, maar ook als springpony en als trekpony. Van nature zijn het trek- en lastdieren.

## Stamboek
De asturcon is een zeldzaam inheems paardenras dat vroeger een paar keer op het punt van uitsterven stond. Dit kwam door het kruisen met andere rassen en het verdwijnen van geschikte weidegronden. Het leek alsof het ras het niet zou halen maar in 1981 werd in het land van herkomst de organisatie Associatión de Criadores de Ponis de Raza Asturcón (ACPRA) opgericht. Het doel van deze organisatie is het redden van dit bijzondere ras en ook het opstellen van regels omtrent het fokken, waardoor het ras op het nippertje behouden bleef.